# Servazio di Tongres
Servazio di Tongres (in latino Servatius, in olandese Servaas; ... – Maastricht, 384) è stato un vescovo e santo armeno, vescovo di Tongeren. È venerato come santo dalla Chiesa cattolica.

## Biografia
Era originario forse dell'Armenia. Partecipò attivamente ai concili di Sardica e Rimini, tenutisi rispettivamente nel 343 e nel 359, dove sostenne la causa dell'ortodossia. Servazio fu il primo evangelizzatore del Belgio dopo il concilio di Nicea del 325 e il primo vescovo della civitas Tungrorum. Le sue spoglie sono conservate a Maastricht nella Basilica di San Servazio.

## Venerazione
Servazio di Tongres è venerato come santo dalla Chiesa cattolica. Al santo sono intitolate chiese in stile romanico a Maastricht ed a Quedlinburg.

## San Servazio nella cultura di massa
Nella cultura popolare, e in particolar modo nelle concezioni popolari riguardanti la meteorologia, San Servazio (la cui festa cade il 13 maggio) fa parte, insieme a San Mamerto, San Pancrazio, San Bonifacio di Tarso e Santa Sofia di Roma, dei cosiddetti santi di ghiaccio del mese di maggio.